# オランダ領セイロン

オランダ領セイロン
Ceylon (オランダ語)
ලන්දේසි ලංකාව (シンハラ語)
ஒல்லாந்தர் காலஇலங்கை (タミル語)

国歌: Wilhelmus van Nassouwe（オランダ語）
ヴィルヘルムス・ファン・ナッソウエ
オランダ領セイロンの地図（1789年）
  オランダの支配地域（1689年 - 1796年）
  キャンディ王国の領域

オランダ領セイロン（オランダりょうセイロン、オランダ語: Ceylon、シンハラ語:ලන්දේසි ලංකාව、タミル語:ஒல்லாந்தர் கால இலங்கை）は、1658年から1796年までセイロン島（スリランカ）に存在したオランダの植民地である。首都はスリランカ西海岸のコロンボにおかれ、オランダ東インド会社によって運営された。

## 歴史

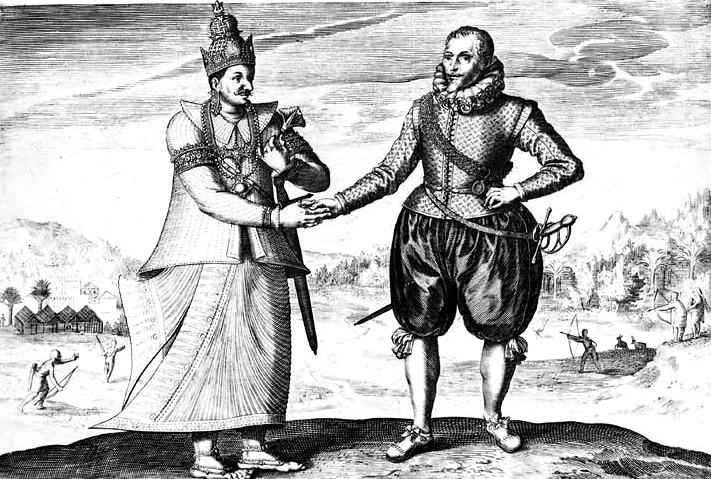
探検家ヨリス・ヴァン・スピルバージェンとキャンディ王ウィマラ・ダルマ・スリヤ1世の会見

17世紀初頭、ポルトガルがセイロン島に確固たる足場を築いていた頃、オランダは東南アジアのジャワ島に同様に足場を築いていた。1602年、オランダの探検家ヨリス・ヴァン・スピルバージェンはセイロン島の東海岸に上陸、内陸のキャンディ王国との接触を果たした。ポルトガルの支配からの解放を求めていたキャンディ王国は、この後オランダ・ポルトガル戦争において対立関係にあったオランダに支援を求める。1658年、オランダはポルトガル領セイロンの首都コロンボを攻略、ポルトガルの支配は終焉を迎えた。
ポルトガル支配の終焉後、キャンディ王はオランダにポルトガルから奪取した要塞を協定に基づき引き渡すよう要求した。しかしオランダはそれを拒否、以後17世紀から18世紀にかけて両国はたびたび衝突と和平を繰り返すことになる。ポルトガルに代わったオランダによる植民地支配の時代では仏教、ヒンドゥー教には比較的寛大でカトリックに対しては強硬な態度をとった。
1795年、フランス革命戦争によりオランダ本国がフランスに占領されその支配下に入ると、イギリスは海外のオランダ植民地を攻撃した。スリランカに存在したオランダ領セイロンもその対象となり、1796年には全拠点が陥落、1802年のアミアンの和約ならびに1815年のウィーン会議で正式にイギリスへと割譲された（セイロン侵攻）。